# Моротопітек
Моротопітек (лат. Morotopithecus) — рід вимерлих міоценових антропоморфних приматів, вперше знайдений в 1960-х роках в Уганді.
У єдиного відомого виду Morotopithecus bishopi (букв. «мавпа Бішопа з Морото»), є схожість з афропітеком (Afropithecus). Моротопітек мав дуже великі, виступаючі вперед щелепи з великими іклами. Харчувався плодами. Був близько 1,2 м заввишки й важив 40—50  кг. Якщо моротопітек і не наш предок, то схожий він на загального предка людини, гібонових (Сіаманг, Хулок, Номаскус, Гібон), орангутанів, горил і шимпанзе, набагато більше, ніж проконсул (Proconsul). Радіометричним методом моротопітек був датований раннім міоценом — 20,6 мільйона років тому (Аквітанський вік, Aquitanian). 

## Характеристика
У моротопітека, на відміну від чотириногих мавп, частина поперечних відростків хребців, до яких кріпляться м'язи спини, розвернута, що дозволило йому, за рахунок тонусу м'язів спини, хоча б частково розпрямити свою спину. Мабуть, після моротопітека, предки людини вже ніколи не були чотириногими. 